# John de la Pole (1er comte de Lincoln)
Pour l’article homonyme, voir John de la Pole.
Titre
Comte de Lincoln
13 mars 1467 – 16 juin 1487
(20 ans, 3 mois et 3 jours)
John de la Pole, né vers 1463 et mort le 16 juin 1487 lors de la bataille de Stoke, 1er comte de Lincoln, neveu maternel des rois d'Angleterre de la dynastie d'York Édouard IV et Richard III, cousin d'Édouard V, est une personnalité politique importante de la fin de la guerre des Deux-Roses et le dernier partisan actif de la maison d'York après l'avènement d'Henri VII Tudor en 1485.
En mars 1485, Richard III le désigne comme son successeur. Après la mort de Richard à la bataille de Bosworth (22 août 1485), le comte de Lincoln se réconcilie avec le nouveau roi, Henri VII, mais revient à l'opposition au bout de quelques mois en soutenant un faux prince Édouard Plantagenêt, Lambert Simnel, couronné roi d'Angleterre à Dublin en mai 1487. Revenu en Angleterre avec une armée, John de la Pole trouve la mort à la bataille de Stoke, dans le comté de Nottingham, en juin 1487. 
Il est ensuite déclaré félon à titre posthume.

## Biographie

### Origines familiales
John est le fils aîné de John de la Pole, 2e duc de Suffolk, et d'Élisabeth d'York.
Son père est le seul enfant de William de la Pole, 1er duc de Suffolk et conseiller du roi d'Angleterre Henri VI jusqu'à son exécution pour haute trahison en 1450, et d'Alice Chaucer, petite-fille du poète Geoffrey Chaucer. 
Sa mère est le sixième enfant et la troisième fille de Richard Plantagenêt, 3e duc d'York, et de Cécile Neville. 
John de la Pole est donc le neveu (par sa mère) d'Édouard IV, premier roi de la maison d'York à accéder au trône en 1461 au cours de la guerre des Deux-Roses. En 1463, Édouard restaure pour son beau-frère John de la Pole le titre de duc de Suffolk, confisqué en 1450, et, le 13 mars 1467, crée son fils aîné John comte de Lincoln, bien que celui-ci ne soit âgé que de cinq ans au plus. Le jeune John est aussi fait chevalier de l'Ordre du Bain le 18 avril 1475.

### Mariage
Le comte de Lincoln épouse, sans doute à la fin des années 1470, Margaret FitzAlan, fille de Thomas FitzAlan, 10e comte d'Arundel, et de Margaret Woodville, sœur d'Élisabeth Woodville, l'épouse d'Édouard IV. 
Trois enfants seraient nés de ce mariage : un fils prénommé Edward, qui serait mort prématurément, et deux filles, Isabel et Margaret, qui auraient épousé respectivement William Miner et John Hardy. 
Mais les historiens ne s'accordent pas sur le nombre et le nom des enfants du comte de Lincoln. D'après George Cokayne, le comte n'aurait eu qu'un seul fils, prénommé Alan de la Pole, mort en bas âge. Cependant, Rosemary Horrox conteste cette théorie et pense que Lincoln n'a eu aucun enfant de son mariage avec Margaret FitzAlan, qui serait née aux alentours de 1475 et aurait été trop jeune pour enfanter. Dans le testament qu'il rédige peu avant de mourir en octobre 1524, Thomas FitzAlan lègue à sa fille quelques effets personnels et laisse entendre qu'elle ne s'est pas remariée. Sa date de décès reste inconnue.

### Au service de Richard III (1483-1485)
Désigné chef du cortège funèbre à la mort d'Édouard IV le 9 avril 1483, John de la Pole est partisan de l'avènement au trône de son autre oncle, Richard III. Lincoln porte son orbe lors du couronnement le 6 juillet. 
Il est chargé de présider le Conseil du Nord, puis, à la suite de la mort de son seul fils Édouard de Middleham le 9 avril 1484, Richard le nomme Lord lieutenant d'Irlande le 21 août, ses fonctions étant réellement exercées par Gerald FitzGerald, comte de Kildare. 
Désormais sans héritier, Richard III semble avoir désigné Lincoln pour lui succéder en mars 1485, mais sans cérémonie officielle,. Édouard Plantagenêt, comte de Warwick, âgé de 10 ans, a en théorie un droit supérieur au trône, mais il est privé de ce droit en raison de la condamnation pour haute trahison de son père Georges, frère cadet d'Édouard IV, en 1478. 
Richard fait au comte de Lincoln des donations foncières, notamment à partir des terres confisquées à Marguerite Beaufort, ainsi que les revenus du duché de Cornouailles, traditionnellement reçus par l'héritier au trône.

### Au service d'Henri VII (1485-1486)
Après la bataille de Bosworth le 22 août 1485 lors de laquelle Richard III est tué, le comte de Lincoln se soumet au vainqueur issu de la Maison de Lancastre, Henri Tudor, qui lui accorde son pardon. 
Lincoln jure d'être loyal envers le nouveau roi et reçoit dès le 5 juillet 1486 des commissions d'oyer et terminer. 
Mais il se met rapidement à convoiter la couronne dont s'est emparé Henri VII. 

### En guerre contre Henri VII (1487)

#### Le complot autour de Lambert Simnel (1487)
Au début de l'année 1487, un ecclésiastique? Richard Symonds lui présente Lambert Simnel (vers 1477-1525), qui a une bonne ressemblance physique avec Edouard Plantagenêt (1475-1499), alors enfermé à la tour de Londres.  
Lincoln décide de promouvoir Warwick comme le véritable héritier de la maison d'York, en se servant de Simnel pour le représenter, et prend la tête de ce complot yorkiste. Il part pour les Pays-Bas bourguignons (19 mars 1487) afin de persuader sa tante Marguerite d'York (veuve du duc de Bourgogne Charles le Téméraire) de financer une expédition militaire pour renverser Henri VII. Tout en soutenant apparemment Simnel, il est possible que Lincoln envisage son propre avènement comme le but final de l'entreprise.

#### Le couronnement d'«Édouard VI» à Dublin (4 mai)
Avec une armée de mercenaires, le comte de Lincoln s'embarque pour l'Irlande le 4 mai, où le comte de Kildare, désireux de voir la maison d'York restaurée en Angleterre afin de pouvoir librement gouverner l'Irlande comme sous le règne de Richard III, lui apporte son soutien. 
Lambert Simnel est proclamé roi d'Angleterre et est couronné le 24 mai 1487 à Dublin sous le nom d'Édouard VI. 

#### La campagne finale et la mort (4-16 juin 1487)
Avec une armée composée principalement de recrues irlandaises levées par Thomas FitzGerald de Laccagh, Lincoln débarque à Piel dans le Lancashire le 4 juin et marche vers York, bastion des soutiens de Richard III. Mais la ville refuse de l'accepter. 
Les Yorkistes remportent ensuite une victoire contre une troupe de 400 hommes à Bramham Moor le 10 juin, ce qui permet à Lincoln d'échapper au gros des forces d'Henri VII, qui a mobilisé ses troupes dès l'annonce de l'invasion. Malgré cette diversion, l'armée yorkiste est en permanence assaillie par la cavalerie royale commandée par Édouard Woodville.
Les Yorkistes franchissent ensuite le fleuve Trent et établissent leur position au sommet d'une colline près du village d'East Stoke, situé dans le Nottinghamshire. Peu après, l'avant-garde lancastrienne commandée par John de Vere, 13e comte d'Oxford, rencontre le 16 juin 1487 l'armée yorkiste et engage le combat. Au cours de la bataille de Stoke, les Yorkistes sont sévèrement battus. Lincoln est tué au cours des combats, tout comme les autres officiers rebelles. 

#### Suites
En novembre 1487, le Parlement d'Angleterre confisque ses titres et ses terres. 
La mort de John de la Pole ne met pas fin à la revendication de la famille au trône, malgré la loyauté de son père à Henri VII. 
Son frère cadet Edmond de la Pole devient le prétendant de la maison d'York jusqu'à son exécution sous le règne d'Henri VIII en 1513 ; Richard de la Pole reprend cette revendication jusqu'à sa mort à la bataille de Pavie en 1525 ; le quatrième frère, William, est incarcéré[Quand ?] à la tour de Londres jusqu'à sa mort en 1539.

## Dans la fiction
Le comte de Lincoln est un personnage majeur dans les premiers épisodes de la série dramatique diffusée par BBC 2 The Shadow of the Tower, consacrée au règne d'Henri VII d'Angleterre. Il est incarné par James Laurenson.